# Комптон (Калифорния)
Ко́мптон (англ. Compton) — город в округе Лос-Анджелес, штат Калифорния, США. Население Комптона составляет около 96 000 человек, город находится в 20 км к югу от Лос-Анджелеса на реке Лос-Анджелес.
Город был назван в честь Гриффита Комптона, приведшего сюда группу поселенцев в 1867 году. В конце 1980-х годов этот пригород Лос-Анджелеса стал известен благодаря войне бандитских группировок Bloods и Crips и до сих пор считается одним из самых криминально опасных городов Соединённых Штатов.

## Географическое положение
Город Комптон находится между горами Сан-Габриель, побережьем Тихого океана и густонаселённым районом города Лос-Анджелес. Он лежит на высоте около 15 метров над уровнем моря и непосредственно примыкает к городам Карсон, Линвуд и Парамаунт.

## История
Большая часть территории современного города была открыта и принадлежала испанцам. В 1784 году королевство Испания передало Хуану Хосе Домингесу, бывшему испанскому солдату, территорию около 300 км² в юго-западной части округа Лос-Анджелес.
После Американо-Мексиканской войны 1846—1848 года эта территория отошла Соединённым Штатам Америки. В декабре 1866 года два американца, Фрэнсис Темпл и Филдинг Гибсон, получили в собственность участок земли около 18,6 км². В декабре 1867 года группа переселенцев во главе с Гриффитом Комптоном и Уильямом Мортоном основала на берегу реки Лос-Анджелес общину. Вначале поселение называлось Гибсонвилл в честь землевладельца, но вскоре было переименовано сначала в Комптонвилл, а в 1869 году в Комптон — во избежание путаницы с одноимённым городом, находящимся к северу от Сакраменто. А 11 мая 1888 года посёлок Комптон получил статус города.
В 1952 году город был награждён премией All-America City Award (с англ. — «Всеамериканский город») присуждаемой Национальной гражданской лигой, которую неофициально называют «Нобелевской премией за конструктивное гражданство» и которая выдается за активную гражданскую позицию жителей некорпоративных сообществ Соединённых Штатов в жизни местного самоуправления. 
Во второй половине XX века в течение нескольких десятилетий в городе наблюдался высокий уровень преступности, и между бандами нередко происходили кровавые столкновения. В 1988 году хип-хоп группа «N.W.A.» в своём альбоме Straight Outta Compton обратила внимание общественности на творящийся в городе криминальный беспредел.

## Население
Средний возраст населения Комптона — 25 лет, а по итогам переписи населения 2000 года доля молодёжи до 18 лет составляла 38,5 %.
54,8 % составляют латиноамериканцы, 42,3 % афроамериканцы. Среднегодовой доход на одну семью — 33 021 доллар США. 28 % населения живут за чертой бедности.

## Уровень преступности
Комптон относится к самым криминально опасным городам США. В 2006 году частный исследовательский институт «Morgan Quitno» признал Комптон самым криминальным городом среди городов с количеством населения 75 000 — 99 999 жителей и четвёртым среди всех американских городов. Количество убийств превышает средний уровень по стране в 8 раз.
Так в 2005 году в городе было совершено 75 умышленных убийств, 40 изнасилований, 474 грабежа, 1 157 нападений, 638 краж со взломом, 971 кража, 1 006 угонов автомобилей и 91 поджог. После опубликования этих данных жителям города было предложено сдать своё оружие в полицию за вознаграждение 100 долларов США. В течение 2006 года количество убийств сократилось с 22 за четыре месяца до 5.

## Транспорт
Комптон соединён с пятью магистральными дорогами и местными автотрассами. В городе есть аэропорт. Кроме этого, Комптон соединён синей веткой метро с Лос-Анджелесом.

## Культура и достопримечательности
В начале декабря в Комптоне проходит ежегодный рождественский парад, проводящийся с 1952 года.
История города представлена в городском Доме культурного наследия.
Можно посетить музей авиации будущего.
Из Комптона вышло очень много известных рэперов и групп, таких как: N.W.A, Кендрик Ламар, Tyga, YG, Compton's Most Wanted, Coolio, DJ Quik, MC Eiht, 2nd II None.
Город стал прототипом для района Гантон из вымышленного города Лос-Сантос в культовой игре GTA San Andreas.
Каждый год 7 сентября в Комптоне проходит день Eazy E.

## Города-побратимы
- Канкун
- Мексика